# Lausheim (Stühlingen)
Lausheim, zuvor eine seit Jahrhunderten bestehende Gemeinde, ist seit der Eingemeindung 1975 ein Stadtteil von Stühlingen, der größten Flächengemeinde im Landkreis Waldshut.

## Lage und Verkehrsanbindung
Lausheim liegt in einem Tal, das sich von Südwest nach Nordosten zieht und von der Kreisstraße K 6597r durchzogen wird. Sie zweigt im Süden bei Grimmelshofen von der Bundesstraße 314 nach Norden ab und mündet am Ende des Tales nach Westen abzweigend bei Bonndorf in die Bundesstraße 315, die in Richtung des zentralen Schwarzwaldes auf den Feldberg zuläuft. Der Straßenverlauf beruht auf zwei, schon zur Zeit der Römer genutzten uralten Strecken einerseits vom Bodensee, andererseits vom Hochrhein (Koblenz (Schweiz)) zur Donau in Immendingen. So ergeben sich wichtige Verkehrsverbindungen: Die eine führt vom Bodenseegebiet und dem südlich gelegenen Hochrhein nordwestlich über den Randen und den Feldberg nach Freiburg und in den Kaiserstuhl, die andere nordwestlich in die Donauregion. Das Dorf liegt zwar in einem Tal, aber gleichzeitig auch in einem Durchgangsland.

### Lage
Lausheim befindet sich im Zentrum eines Dreiecks, welches durch die Wutachschlucht, die Wutachflühen und das Mittlere Wutachtal sowie den Talverlauf des Ehrenbachs definiert wird. Das Dorf liegt in einem Seitental der Wutach, dem Weilergraben, der im Westen auf dem Ewattinger Berg beginnt und im Südosten beim Blumegger Weiler in das Wutachtal am Ausgang der Wutachflühen mündet.
Die Wutachflühen befinden sich ca. 3,5 km östlich von Lausheim und werden durch das 374,2 ha große, gleichnamige Naturschutzgebiet Wutachflühen geschützt. Das südöstliche Nachbardorf Grimmelshofen ist ca. 4 km von Lausheim entfernt und befindet sich aus Lausheimer Perspektive talabwärts. Bergauf befindet sich das näher gelegene Dorf Blumegg. Die zwei letztgenannten Dörfer bilden zusammen mit Lausheim die nördliche Spitze der Gesamtgemeinde Stühlingen.
Nördlich bzw. nordwestlich von Lausheim liegt das Gebiet der Gemeinde Wutach, in welchem folgende Dörfer sich in Nachbarschaft zu Lausheim befinden:
- Ewattingen, ca. 3 km nördlich
- Münchingen, ca. 4,5 km westlich
- Lembach, ca. 2 km südwestlich

Gleich weit entfernt wie Münchingen, aber nordöstlich gelegen und auch in Nachbarschaft zu Lausheim, verbindet der Blumberger Ortsteil Achdorf die Wutachschlucht und die Wutachflühen miteinander.

### Verkehrsanbindung
Der Südschwarzwaldradweg als Rundweg von Hinterzarten über Waldshut-Tiengen, Basel und Freiburg verbindet Bonndorf mit Lausheim und führt über Grimmelshofen und Weizen weiter nach Stühlingen.
Der Weilergraben wird in seiner gesamten Länge von der Kreisstraße K 6597r erschlossen. Die K 6597 zweigt im Südosten bei Grimmelshofen von der Bundesstraße 314 ab, passiert neben dem Weilergraben auch Lausheim und mündet schließlich in der Dorfmitte von Münchingen in die L 171 Bonndorf-Ewattingen. In der Ortsmitte von Lausheim zweigt nach Süden eine Gemeindeverbindungsstraße nach Weizen ab, ebenso ist eine Gemeindeverbindungsstraße nach Ewattingen vorhanden, die oberhalb von Lausheim nach Norden von der K 6597 abzweigt. Über die K 6597 ist Lausheim mit dem südwestlichen Nachbardorf Lembach verbunden.

## Ortsname
In den ersten Urkunden über das Dorf erscheint der Name „Lusheim“, aber auch in den Varianten Luzheim, Luuchheim. Im 13.–15. Jahrhundert finden wir: Lussehain, Lussen, Lushan und Lausheimb. Der heutige Name findet sich unverändert seit dem 18. Jahrhundert. Er entwickelt sich aus dem althochdeutschen Wort „luzen“ das sich auf die Lage des Ortes in einem, abseits von den größeren Städten und Gemeinden liegenden Tales bezieht. Die spontane und negative Assoziation zu „Laus“ führte 1928 zu der Initiative, den Ortsnamen zu ändern. Unter anderem wurde vorgeschlagen, den Namen „Klausheim“ zu verwenden, um auf die Verehrung des Heiligen Nikolaus in der Pfarrkirche hinzuweisen (siehe unten). Die Initiative scheiterte, nicht zuletzt deshalb, weil die Sprecher der südbadischen Mundart den Begriff „Luse“ selbstverständlich mit »versteckte Lage« assoziierten.

## Geschichte

### Frühgeschichte, Römer, Alamannen und Franken

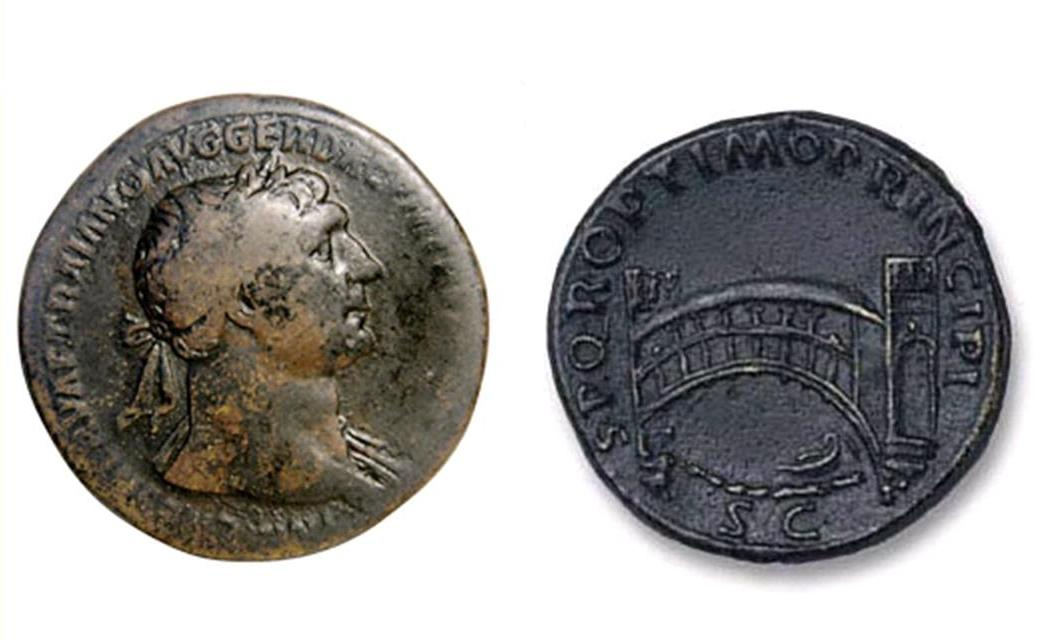
Trajan-Münze (Vorder und Rückseite), gefunden in de:Schwechat, Österreich.

Die Gegend um Lausheim ist seit der frühen Bronzezeit besiedelt (2200 v. Chr. bis 1650 v. Chr.). Das zeigt der Fund von Schmuckstücken aus einem Gräberfeld aus der Zeit zwischen 2000 und 1500 v. Chr., das 1999 im Gewann Nr. 85 „Im Scheidhage“ (Schiedhag) gefunden wurde.
Römische Münzen (darunter eine Münze des Kaisers Trajan (98–117 n. Chr.)) und Ziegel, die in einem römischen Gutshof im Gewann Nr. 52 „Im Fohrenschachen“ gefunden wurden, zeigen, dass die Römer im 1.–3. Jh. n. Chr. hier gesiedelt haben. Der Gutshof diente vermutlich der Versorgung der unweit gelegenen römischen Stadt Juliomagus bei Schleitheim (Schweiz).
Im 4. und 5. Jahrhundert wurden die römischen Siedlungen immer wieder von den Alamannen angegriffen, was nach 378 n. Chr. endlich zum Rückzug der Römer aus dem Gebiet des Hochrheins führte.
Diese wiederum wurden im 6. Jahrhundert in mehreren Schlachten von den Franken vertrieben, deren König Chlodwig I. gleichzeitig die Christianisierung der Region um den Bodenseeraum in Angriff nahm.

### Sankt Gallen, adelige Herren und Sankt Blasien
Das 614 von dem irischen Mönch Gallus gegründete Kloster St. Gallen wuchs durch umfangreiche Schenkungen und Stiftungen und wurde sehr bald eines der Zentren der Christianisierung im fränkischen Gebiet. Die älteste Urkunde über das Dorf stammt aus dem 8. Jh. n. Chr. In ihr schenken die bisherigen Eigentümer des Dorfes all ihren Besitz dem Kloster St. Gallen:

„Ich also in folgendem Namen Richsind und Wenilo haben unseren Besitz in Lusheim übergeben, alles was wir ebendort zu besitzen scheinen, mit Ausnahme dessen, was ich als Mitgift geschenkt habe, das heißt Böden, Felder, Wiesen, Wälder, Fischteiche, Gewässer, Wasserläufe, Bewegliches wie Unbewegliches….. und zwar auf die Weise, dass wir in den einzelnen Jahren den Zins einlösen, d. h. zehn Scheffel von der Ernte und nach meinem Wegscheiden möge er an oben genannte Kirche zurückkehren, sodass, was immer der Leiter der Kirche alsdann tun will, er feste und sichere Macht in allem hat….. Öffentlich geschehen in Lusheim. Ich der Priester Randolf habe das geschrieben und unterschrieben. Ich habe es niedergeschrieben am Tage (11. Mai 780) im zwölften Jahr der Regierung unseres Herrn und Königs der Franken, Karl unter Begleitung von Ulrich.“

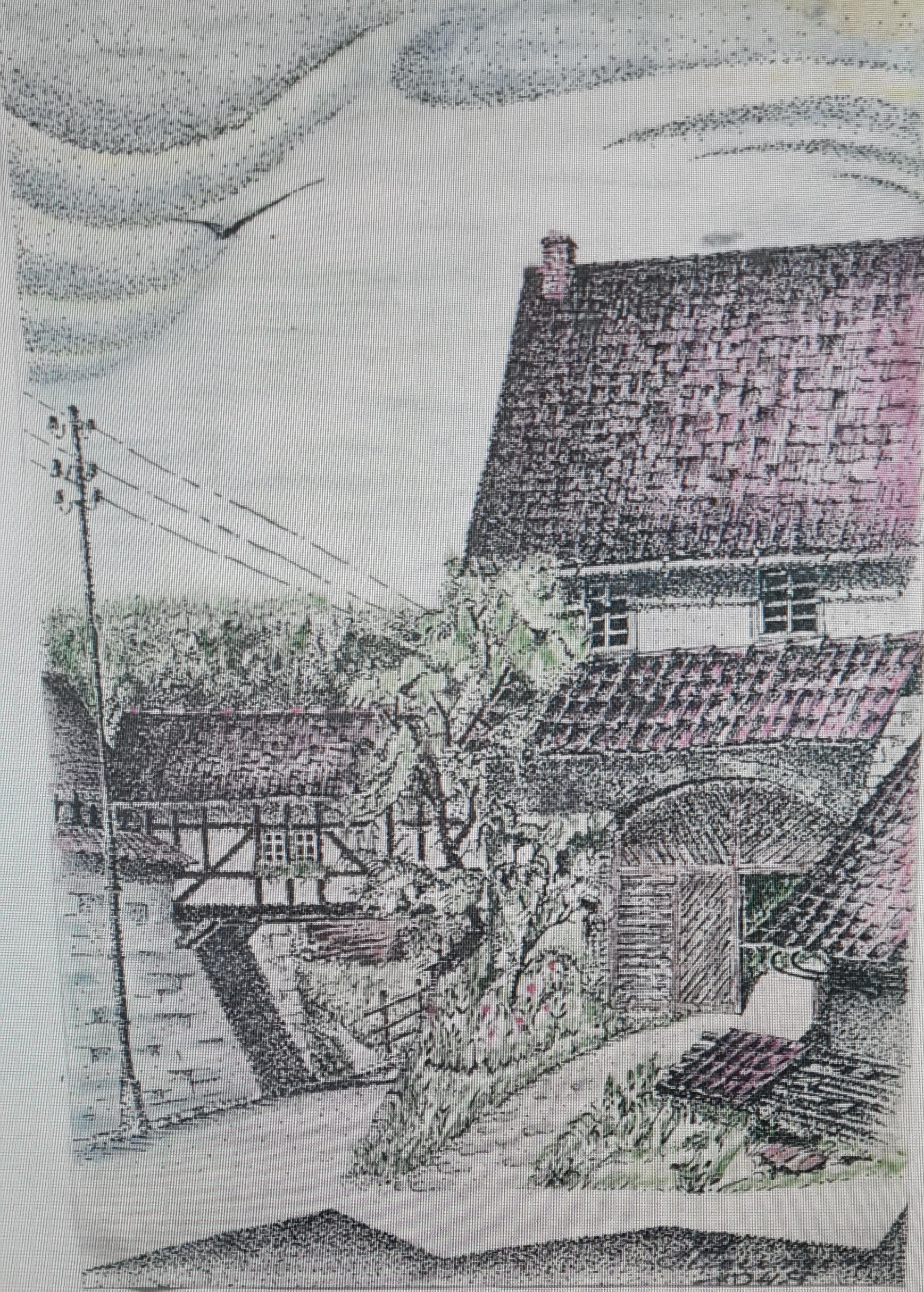
Lausheim, Altes Pfarrhaus 1629, Zeichnung 1948 (Felix Heussen)

Durch solche Zuwendungen, vor allem aber durch die politischen Beziehungen der Fürstäbte und kaiserliche Protektion entwickelte sich in den nächsten Jahrhunderten aus dem Kloster ein Lehnsstaat mit weitreichenden Besitzungen und Herrschaftsrechten, vor allem im heutigen Fürstenland, Appenzellerland und dem Rheintal. Im mittelalterlichen Lehenssystem waren die Lausheimer Bauern Vogtleute der Fürstäbte und hatten neben der Vogtsteuer auch andere Abgaben sowie Hand – und Spanndienste zu leisten. Zwischen 1200 und 1500 verkaufte St. Gallen den Ort an Adelige, die ihn ihrerseits weiterveräußerten. Über Heinrich von Blumegg (1366), Rudolf und Heinrich von Friedingen (1432), die Ritter von Hallwil (1457) gelangte der Ort ab 1504 in den Besitz des Klosters Sankt Blasien und war seither eine Klosterpfründe. Die meisten Bauern bearbeiteten mit ihrem Pflugvieh das Land weiterhin als Lehen, nur wenige hatten Eigenbesitz. Es gab zehn große Lehenshöfe, deren Nachfahr-Familien zum Teil auch heute noch im Ort ansässig sind. Wer kein Vieh besaß, arbeitete als Kleinbauer(Thauner), und besaß einen kleinen Acker oder eine Wiese zur Selbstversorgung. Die Drei-Felder-Wirtschaft wurde eingeführt und mit ihr die Flächeneinteilung in Gewannen. Das Kloster erhob Steuern (der Zehnt), von denen auch der Pfarrer bezahlt wurde und übte die kirchliche Gerichtsbarkeit aus, die sich auch auf Alltagsfälle erstrecken konnte.

### Säkularisation und Großherzogtum Baden
1803 wurde durch den Reichsfürstenrat über § 35 des Reichsdeputationshauptschlusses die Enteignung der Klöster gegen Entschädigung verfügt. Der Großherzog von Baden löste am 10. Oktober 1806 das Kloster Sankt Blasien auf, Lausheim wurde Teil des Großherzogtums und unterlag danach den dort gültigen Gesetzen. Nun war es für die Bauern möglich, Grund und Boden zu erwerben, wenn sie die Mittel hatten, sich von den „Frohnen, Gülten und Zinsen“ zu befreien. Nicht alle wagten es, die dazu nötigen Kredite aufzunehmen. Auch die Gemeinde erwarb Grund und Boden und verteilte die bisher für alle zugängliche Allmende auf einzelne Höfe. Das Grundbuch (Berein) von 1783 zeigt die seit alters her bestehenden zehn Lehenshöfe, die von fünf Hofbesitzern betrieben wurden.

## Lausheim in den Kriegen

### Schweizerkrieg
Mitte des 15. Jahrhunderts befreiten die schweizerischen Eidgenossen sich schrittweise aus der Herrschaft der Habsburger. Sie vertrieben sie zunächst aus einzelnen Kantonen und griffen dann auf Randbezirke über. Schon im Waldshuterkrieg (1468) bewegten sich die Kämpfe auf Stühlingen und damit auch auf Lausheim zu. Im Lauf der Jahrzehnte verloren die Habsburger größere Teile ihres bisherigen Herrschaftsgebiets und die Eidgenossen setzten sich endgültig 1499 durch (Schweizerkrieg oder Schwabenkrieg). Im Zweiten Hegauerzug besetzten sie Stühlingen erneut. Der Schweizerkrieg 1499 war sehr deutlich gegen die Herrschaften aus Stühlingen und Tiengen gerichtet, u. a. wurde das Stühlinger Städtle niedergebrannt und das Schloß zu Stühlingen beschädigt. Lausheim war – von Frondiensten abgesehen – davon nicht direkt betroffen. Im Lauf der Jahrhunderte entwickelte sich um den Ort herum ein informeller kleiner Grenzverkehr mit den Schweizern über die Wutach hinweg bis heute. Er läuft entweder über Weizen/Weizener Steg in Richtung Schaffhausen oder über Grimmelshofen über den Berg nach Schleitheim SH.

### Stühlinger Bauernerhebung
Anfang des 16. Jahrhunderts geriet das Verhältnis der Bauern zu ihren Lehnsherren, ihren Vögten, den Klöstern politisch und wirtschaftlich unter erheblichen Druck. Ständige Kriege, die Pest, Missernten auf der einen Seite und ständig erhöhte Steuern und Abgaben auf der anderen Seite, führten dazu, dass freie Bauern ihre Höfe nicht mehr halten konnten, zu Tagelöhnern herabsanken oder gar erbuntertänig oder Leibeigene werden mussten(Die Leibeigenschaft wurde in Baden erst 1783 abgeschafft). Mit dieser untersten Stellung in der Gesellschaft war unter anderem die Pflicht verbunden, dem Herrn stets zur Verfügung zu stehen, nur mit seiner Genehmigung zu heiraten usw. Die unerbittliche Weigerung der Herrschenden, auf die Interessen der Bauern Rücksicht zu nehmen, führten im Juni 1524 zu offenen Aufständen gegen die Landgrafen von Stühlingen, ausgehend von Bauern aus Bonndorf, Ewattingen (unmittelbaren an der Gemarkung Lausheim) und Bettmaringen. Vor den einmarschieren Bauern fliehen die Grafen. Schaffhausen vermittelt. Am 7. September 1524 wird ein Vertrag vorgeschlagen, für den aus Lausheim Jakob Nägeli verhandelt. Wegen der in ihm enthaltenen Strafbestimmungen gegen die Bauern lehnen sie ihn ab. Sie führen die Auseinandersetzungen weiter und besetzen das Kloster Sankt Blasien. Die Forderungen der Bauern werden in den 62 „Ewattinger Artikeln“ als Klageschrift formuliert. Kein Ergebnis. Ein Jahr später unterwerfen sich die Bauern dennoch am 12. Juli 1525 dem Landgrafen von Lupfen. Aus diesen Anfängen entwickelte sich im Jahr darauf ein Flächenbrand, der Deutsche Bauernkrieg, der sich bis weit in den Norden ausbreitete – meist ohne ein günstiges Resultat für die Bauern.

### Dreißigjähriger Krieg
Hundert Jahre später wurden in ganz Europa im Dreißigjährigen Krieg hinter der Fassade religiöser Auseinandersetzungen (Protestantische Union gegen Katholische Liga) die Machtverhältnisse neu geordnet. Auch Lausheim nützte seine versteckte Lage nichts. Die seit jeher katholische Bevölkerung wurde nicht nur von feindlichen Truppen (Schweden, Sachsen, Württemberg), sondern auch von den katholischen Soldaten drangsaliert, zu denen Spanier und Österreicher gehörten. Zwischen September 1629 und dem 28. Januar 1630 starben in Lausheim 37 Menschen, davon 21 Kinder. Ganze Familien wurden innerhalb von Tagen ausgelöscht:

„Hieronymus Schlatter aus Lausheim ist seiner Frau und sechs Knaben und Mädchen im Tod nachgefolgt, wobei vom ganzen Haus und der Familie ein einziges Kind in der Wiege übrig blieb. So ist das leere Haus ganz und gar geschlossen.
(29. Dezember 1629)……Als die kaiserliche Soldateska in großer Menge mit über 30.000 Fußvolk hier und durch benachbarte Gaue marschierten, verfuhr sie nicht in freundschaftlicher Absicht, wie es sich eigentlich gehört hätte, sondern in feindseliger Art gegen die Menschen….. Unter diesen befand sich die bereits hochschwangere Anna Zimmermann, die ihr Heil gezwungenermaßen in den Wäldern suchte, nachdem sie allenthalben aus den Häusern verjagt worden war, die Frau des Dona Baumann aus Lausheim…. sie nahm das Kindlein in ihre Arme … jedoch vergebens: Die Kälte und die unbarmherzige Luft rafften beide dahin … Nachfahren, merkt Euch dies: Die rächenden Hände Gottes gegen die Sünder, habt Angst auch vor Freunden und betet zu Gott für die Seele! (13./14.10. 1633)“

1806 hatte das Dorf 267 Einwohner, davon ca. 50 mit den Stimmrechten der Bürger. Nur wenige wie Jacob Dienstberger wanderten aus.

### Revolution 1848/1849
Die Französische Revolution (1789) hatte mit ihren Parolen von „Freiheit, Gleichheit und Brüderlichkeit“ weit nach Europa hineingewirkt und führte hier zu Bürgerprotesten und der politischen Forderung, die in vielen deutschen Staaten weitverbreitete absolutistische Regierungsform zu beseitigen. Besonders in Süddeutschland, auch in Baden als Grenzland zu Frankreich waren diese Bestrebungen stark. In der Gegend um Stühlingen wird man sich an die früheren Bauernaufstände erinnert haben. Am 12. März 1848 errichtete man dort einen »Freiheitsbaum«, um klarzumachen, dass die Bauern keine unberechtigten Steuern mehr bezahlen wollten. Wenige Tage später wurde eine Volksversammlung nach Bonndorf einberufen, zu der 800 Männer zusammenkamen und die mit ihren schwarz-rot-goldenen Abzeichen die neue Politik demonstrierten. „Am 10. April 1848 demonstrierten bewaffnete Bauern von Fützen, Grimmelshofen, Weizen und anderen Orten vor dem Amtshaus in Stühlingen…. Am 16. April 1848 zog abends um 16:30 Uhr eine 900 Mann starke bewaffnete Schar in Bonndorf ein, tags darauf befanden sich in Stühlingen über 1200 Freischärler unter der Führung Sigels.“ Auch Demonstranten aus Lausheim waren unter ihnen. Die Soldaten des Großherzogs unterdrückten die badischen Revolutionäre erfolgreich und „für die Gemeinde Lausheim und seine Einwohner endete es wieder wie vor 30 Jahren mit Einquartierung, Bereitstellen von Verpflegung und Futter für die fremden Truppen und Vorspanndiensten.“

### Reichsgründung, Erster Weltkrieg und Weimarer Republik

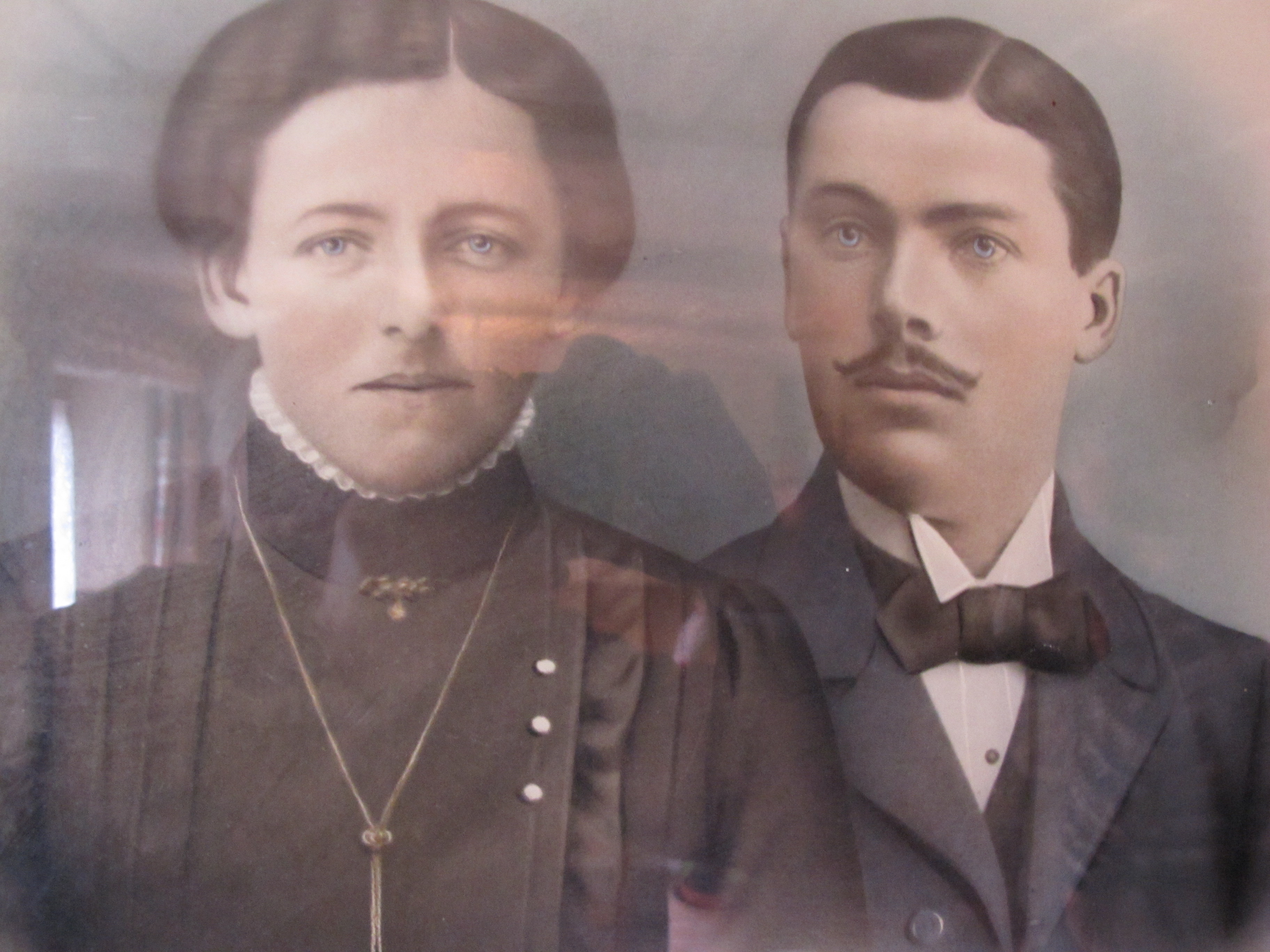
Cäcilie Keller und Joseph Scherble vom Kirchbauernhof zum Zeitpunkt ihrer Heirat 1920

Seit 1806 hatte Lausheim zum Großherzogtum Baden gehört, das mit der Reichsgründung einen Teil seiner Autonomie verlor. Die Begeisterung für das Vaterland dokumentierte sich auch in Lausheim in Kaiserfeiern, der Gründung von Kriegervereinen und manchen anderen, auf das Reich bezogenen politischen Aktivitäten. Der Ausbruch des Ersten Weltkrieges wurde wie überall bejubelt. Die Gemeinde zeichnete im März 1915 Kriegsanleihen i.H.v. 6000 Reichsmark. Pfarrer Hermann und andere sprachen auf „vaterländischen Versammlungen“. 57 Lausheimer Soldaten sind zwischen 1914 und 1918 gefallen. Der letzte Großherzog Max von Baden war gleichzeitig der letzte Reichskanzler. Nach 1918 gehörte Lausheim zur Republik Baden, einem Teil der Weimarer Republik. Schwierig wurde die Versorgung in der Nachkriegszeit, als die Bauern nicht nur sich selbst, sondern noch andere versorgen sollten, so auch in der Inflation 1922/1923 und der Weltwirtschaftskrise ab 1929.

### Das Dritte Reich
Das politische Versprechen der Nationalsozialisten, den Versailler Vertrag wieder rückgängig zu machen und die politische Stellung Deutschlands in Europa wieder herzustellen, traf auch in Lausheim nicht nur bei den Menschen, die auch von anderen Zielen der Nationalsozialisten überzeugt waren, auf überwiegende Zustimmung: „So entfielen bei der Reichstagswahl am 5. März 1933 von den 133 gültigen Stimmen 71 % der Lausheimer Stimmen auf den Wahlvorschlag Hitler und 37 % auf den Wahlvorschlag Föhr (Zentrum), bei einer Wahlbeteiligung von 79,2 %“. Das Ermächtigungsgesetz, die Beseitigung der anderen politischen Parteien und die überaus wirksamen landesweiten Gleichschaltungsmaßnahmen veränderten die politische Struktur Deutschlands in nur einem Jahr. Jeder, der ein öffentliches Amt bekleidete konnte nur verbleiben, wenn er der NSDAP beitrat. So auch der Bürgermeister Hermann Held (1876–1955), der sein Amt 1923 mit 47 Jahren angetreten hatte. Sein Parteiabzeichen steckte er nur an, wenn er zum Amtstag nach Waldshut gehen musste und 1939 erhielt er von einem überzeugten Parteigenossen eine Ohrfeige, weil er den Hitlergruß nicht überzeugend erwiderte. Auch deshalb hätte man ihn aus dem Amt entfernen können und setzte ihm den örtlichen Ortsbauernführer Joh.G. Frei ohne Wahl in den Gemeinderat. Die Gemeinderäte aber versuchten, die örtlichen Probleme zu lösen und der Bürgermeister blieb – wenn auch überwacht – bis 1946 im Amt.

### Zweiter Weltkrieg, Flüchtlinge und Besatzungszeit
Der Zweite Weltkrieg stürzte die Einwohner in vielfältiges Elend: Die Männer wurden zum Kriegsdienst eingezogen und fehlten bei der harten Arbeit auf den Höfen. 24 russische, ukrainische und polnische Kriegsgefangene und Dienstverpflichtete konnten sie nur unvollkommen ersetzen. Viele Einwohner wurden im Krieg verwundet, getötet oder gerieten in Kriegsgefangenschaft. Ab 1940 wurden die ersten Flüchtlinge – meist Frauen und Kinder – aus dem Ruhrgebiet und Norddeutschland, teilweise bis hinauf nach Litauen in das Dorf eingewiesen. Es war nicht einfach, sie zu verpflegen oder in die Arbeit zu integrieren. Die vielen Kinder stellten den jeweiligen Lehrer des Dorfes vor neue Aufgaben. Ein Kindergarten wurde eingerichtet. Manchen Evakuierten war nicht bewusst, dass die Bauern im Südschwarzwald jedes Jahr – vor allem im Winter – harte Zeiten hatten und deshalb ihre Möglichkeit, anderen zu helfen, begrenzt war. Die Bauern stießen plötzlich mitten in ihrem Dorf auf Menschen, denen sie sonst nicht begegnet wären. Beide Seiten standen sich oft sprachlos gegenüber. Im September 1943 waren es 19, im April 1944 33, im Mai 1945 121 Personen, also knapp die Hälfte der Einwohnerzahl von 1939 (269). Gegen Ende des Krieges wurden auch die Frauen in eine Schanzkompanie befohlen und die Umgebung des Dorfes geriet unter Beschuss. Am 26. April 1945 wurde das Dorf von Grimmelshofen her durch französische Panzer und Infanterie besetzt. Die Soldaten standen unter dem Befehl des für seine harte Linie bekannten Generals de Lattre de Tassigny und waren von Furcht vor Partisanen geprägt. Ein Zeitzeuge berichtet:

„Karl Vogelbacher, Sohn des Waldhüters Xaver Vogelbacher und Frau Frieda, besaß als länger dienender Freiwilliger der Wehrmacht eine Ausgehuniform. Sie wurde von Vogelbachers als Erinnerung an ihren vermissten Sohn aufbewahrt. Eine im Haus untergebrachte Evakuierte wusste davon und gab ihr Wissen über die versteckte Uniform den Franzosen preis. Bei der erfolgreichen Suche rissen die Sieger sogar Böden auf. Nur die wiederum mit dem Pfarrer herbeigeeilte Dolmetscherin, Frau Heussen konnte den Sachverhalt aufklären, die Bewohner vor dem Erschießen und das Haus vor dem Abbrennen bewahren.“

In den folgenden Monaten litten die Einwohner vor allem unter erheblichen Requisitionen der Militärregierung: Es mussten nicht nur Vieh, Heu, Brennholz und Lebensmittel abgegeben werden, sondern auch Kleidungsstücke, Bettwäsche und jede Art technisches Gerät, Motorräder, Fahrräder usw.

## Kirche und Pfarrhaus, Wallfahrt zum hl. Nikolaus

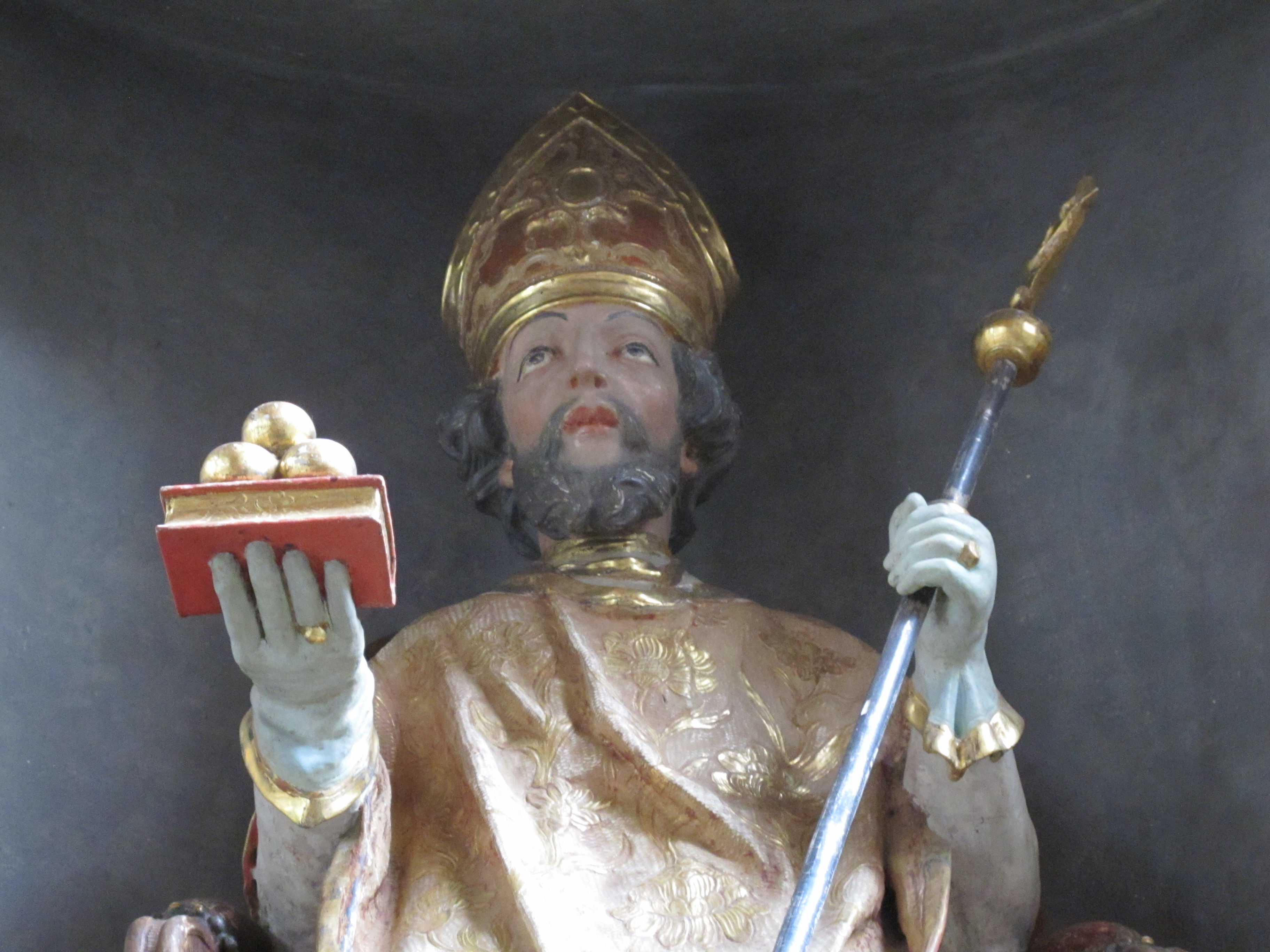
St. Nikolaus Lausheim Pfarrkirche

Die Ursprünge der Pfarrkirche von Lausheim stammen aus dem 10. Jahrhundert, es ist also etwa 200 Jahre nach der Schenkung des Ortes an die Abtei St. Gallen erbaut worden. Das kann man aus dem bei Restaurierungsarbeiten 1968 freigelegten Ziegelboden schließen. Die jetzige Form der Kirche einschließlich ihrer Sonnenuhr stammt aus dem frühen 17. Jahrhundert. Sie wurde im Jahr 1616 unter Abt Martin Meister I. erbaut. Das Pfarrhaus wurde 1629 zusammen mit einer überdachten Brücke zur Pfarrkirche und dem Friedhof erbaut. In der Kirche sind Fresken aus der späten Renaissance im Stil süddeutscher und schweizerischer Fassadenmalerei freigelegt und die Holzdecke rekonstruiert worden. Wir finden hier eine Statue des heiligen Nikolaus.
1574 gelangte ein Messgewand aus Sankt Blasien, dem aufgrund einer alten Legende heilende Kräfte auf geisteskranke Menschen zugeschrieben wurde, in die Lausheimer Kirche. Nach dem Ende des Winters, wenn Reisen wieder möglich waren, erschienen zahlreiche Pilger – wenn Schnee lag, auf Mistschlitten gebunden –, denen das wundertätige Messgewand aufgelegt wurde. Eine Zeitchronik von 1668 sagt:

„……zeithero des Frühlings (haben) eine namhafte Anzahl deren peregrinanten aus unterschidichen. .um liegenden Orthen, so wohl Stätte als Dörfern sich alhier befinden, bey S. Nicolai…Heiltumb in ihren Krankheiten Hilf gefleht auch etwelche…in ihren Anliegen Besserung gefunden, wie deme jüngst verflossenen 28.März einer ganz verruchter, tauber, gebundener Mensch…den 1.April frey, ledig, mit völligem Verstand --widerumb nach Haus begeben…..“

Zur Unterbringung der Pilger kaufte Abt Caspar II. Thoma am 9. März 1590 ein Haus zwischen dem Pfarrhof und der Ortsrandstraße, das bewirtschaftet wurde, bis die Wallfahrt etwa um 1840 eingestellt wurde. Das Messgewand ist seither verschwunden.

## Dorfentwicklung

### Landwirtschaft und Handwerk
Das dörfliche Leben ist in Lausheim seit 1200 Jahren von der Landwirtschaft und harten Wintern geprägt. Bei den großen Höfen gehen die Erträge weit über die Subsistenzwirtschaft hinaus, die Kleinbauern und Tagelöhner konnten sich teilweise aus kleinen Gärten, Ackerflächen und Wiesen ernähren. Die Lausheimer Mühle gab es seit 1353, sie wurde 700 Jahre später abgerissen. Daneben entwickelten sich vor allem Handwerke, die die Arbeit in der Landwirtschaft unterstützten, teilweise von Mitgliedern der großen Bauernfamilien entwickelt, die die Höfe nicht übernahmen. Dazu gehörten Wagner, Schmiede, Maurer, Zimmerleute, Schlosser und Blechner, Hafner und Dreher, Schneider und Schuster und nicht zuletzt drei Gastwirtsbetriebe: Seit 1783 den „Adler“, den „Hirschen“ und seit 1883 den „Kranz“. Viele Bauern leben hier seit Jahrhunderten, wie sich aus dem Grundbuch (Berein) von 1783, dem Umschlags-Register von 1810 oder dem Bürgerregister von 1899 entnehmen lässt, darunter Namen wie Kirch, Scherble, Vogelbacher, Fink, Kaiser, Stritt, Nägele, Dienstberger, Bruggger. Die einzelnen Höfe haben eigene Namen wie Dididumme, Chilchebure, Sägi, Albieze, Wangermichels usw.

### Flurbereinigung
Die landwirtschaftlichen Flächen ließen sich in Lausheim nur oberhalb der Talsenken auf ebenen Flächen gut bewirtschaften, die Grundstücke, die sich zum Talboden hin erstreckten, waren für Obstanbau, Gärten usw. verwendbar. In den 1200 Jahren, in denen in Lausheim Landwirtschaft betrieben wurde, hatten sich die Eigentums – und Nutzungsrechte an Grund und Boden vielfältig verändert, die Flächen waren kleiner geworden und ungünstig zugeschnitten (Dreiecksfluren). 1925 wurde eine landwirtschaftliche Ein – und Verkaufsgenossenschaft gegründet. Die Motorisierung mit Traktoren begann bereits 1937. Auch wenn die Idee einer Flurbereinigung sich erst langsam durchsetzte, wurde sie ab 1965 konsequent in Angriff genommen. Die im Tal liegenden großen Höfe wurden verlegt. Damit waren für die Gemeinde erhebliche Kosten verbunden, die nur teilweise durch Subventionen von Bund und Ländern ausgeglichen werden konnten. 1980 wurde ein Dorfentwicklungsplan vorgelegt und das Neubaugebiet „Rechenstieg“ erschlossen.

### Ehrenbürger
1973: Adolf Held, 25 Jahre Dirigent beim Männergesangverein, 38 Jahre beim Musikverein, 50 Jahre ehrenamtlicher Organist.

### Eingemeindung nach Stühlingen
Die Tätigkeiten der Bürgermeister und anderer ehrenamtlich engagierter Bürger konnten seit den sechziger Jahren die immer weiter steigenden Anforderungen, die Kreis und Land an die Gemeinden stellten, nicht mehr erfüllen. Obwohl am 25. März 1973 95 % der Lausheimer für ihre Selbstständigkeit stimmten, entschied der Gemeinderat am 29. März 1973, sich nicht Bonndorf und Ewattingen, sondern Stühlingen anzuschließen. Die Eingemeindung erfolgte zum 1. Januar 1975. Seit Jahren bezeichnen die Lausheimer während der Fastnachtszeit ihr Dorf als Freischtaat Luussä.

## Urlaubsort
Der Dorfentwicklungsplan ermöglichte es den Bauern und Gastwirten, Ferienwohnungen zu bauen und damit Urlauber anzuziehen.

### Brauchtum
Dazu gehören nicht nur die durch Wandern erschließbaren Naturschönheiten der Umgebung, sondern auch das Brauchtum, das in den verschiedenen Gemeinden der Gegend in unterschiedlichen Jahreszeiten gepflegt wird. Bei Ausbruch des Frühlings wird der Bärensonntag gefeiert, an dem Jugendliche den Winter vertreiben, wie es in Süddeutschland und der Schweiz vielfältig üblich ist. Bei diesem Fest dürfen sich nur Jungen und Mädchen im schulpflichtigen Alter beteiligen. Zunächst sammeln sie bei den Einwohnern Mehl, Zucker, Butter, Eier usw. für einen Hefeteig ein, aus dem später die Festtagsküchlein frittiert werden. Eines der älteren Kinder (ab der neunten Klasse) übernimmt die Rolle des Bären, der den Winter darstellt, in einem Kostüm, das aus Reisig um ihn herumgeflochten wird. Der Dorfbach wird aufgestaut, sodass ein kleiner See entsteht und der Bär wird von den anderen Teilnehmern mit langen Stecken gezwungen, mindestens dreimal hineinzuspringen, um so den Winter zu vertreiben. Ins Dorf zurückgekehrt werden die zwischenzeitlich gebackenen „Bärechiechli“ an alle Teilnehmer und Gäste verteilt.
Bei den Stadtfesten, die in Stühlingen und seinen Gemeinden vor allem im Sommer ausgerichtet werden, sind auch die Lausheimer beteiligt, so etwa beim Freilichtspielen 2012 anlässlich des Stühlinger Stadtjubiläums, als auch der Ortsvorsteher Bernhard Engel eine Rolle spielte. Ein besonders Touristenziel ist auch die Museumsmühle im Blumegger Weiler.

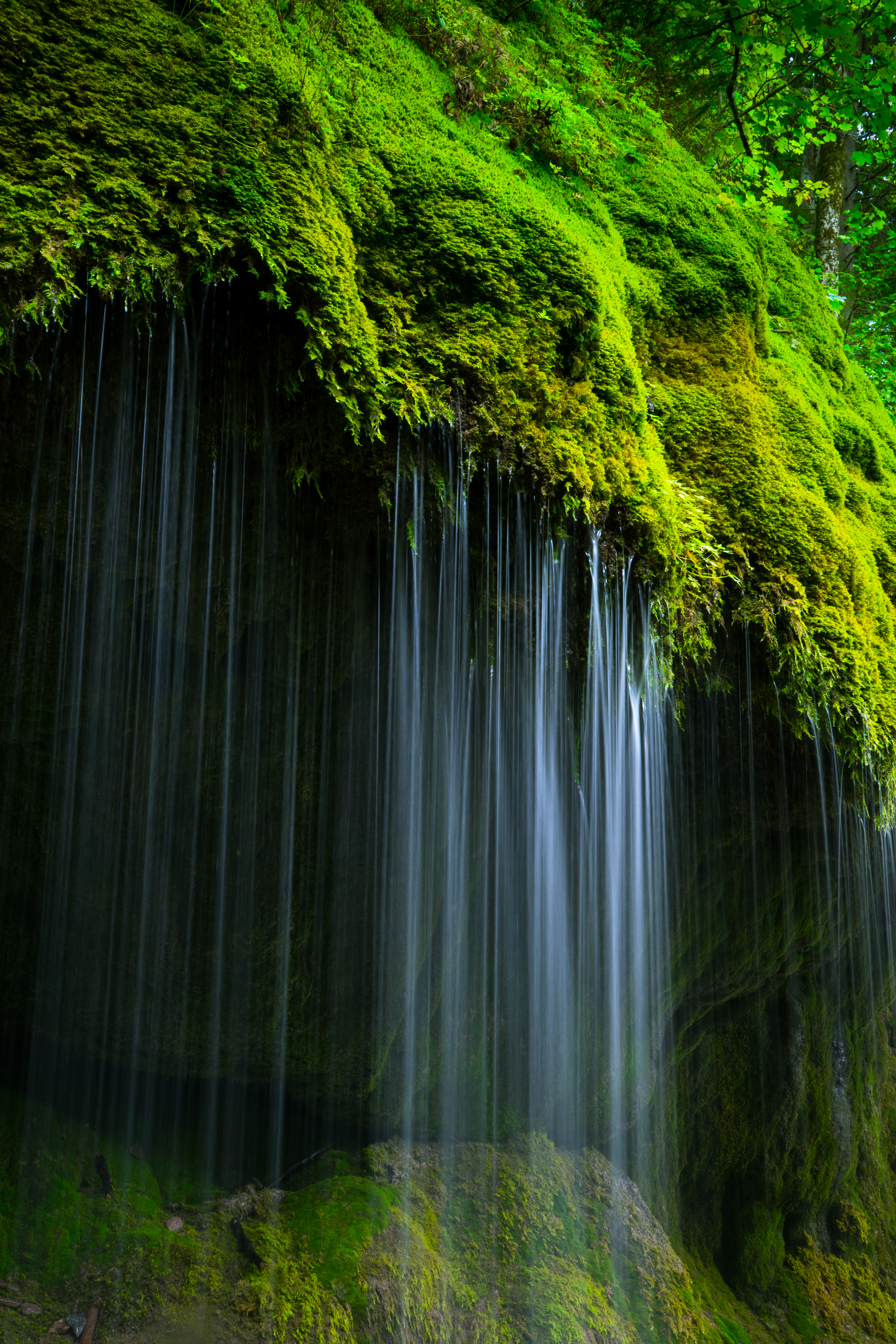
Wutachschlucht Mooswasserfall

### Die Wutachschlucht
Die Wutach entspringt im Südschwarzwald in der Nähe des Feldberges und fließt 91 km lang bis nach Koblenz (Schweiz), wo sie in den Hochrhein mündet. Nördlich von Bonndorf stürzt der Fluss durch viele Felsschluchten, Verengungen und Stromstellen in drei Abschnitten in die Tiefe (Wutachschlucht). Hier heißt er die „wütende Ach“, in den ruhigeren Bereichen die „Gutach“. Die Wutach verläuft weiter südlich von Blumegg (Museumsmühle) durch die Wutachflühen bis zu ihrem Austritt im Süden bis Grimmelshofen. Bei Stalleg findet sich seit 1895 ein kleines Flusskraftwerk, das älteste Drehstromkraftwerk in Deutschland, heute unter Denkmalschutz. Der größte deutsche Canyon wird durch einen 118 km langen Wandersteig erschlossen. Man findet zahllose seltene Pflanzen, Insekten und Schmetterlinge. Berühmt ist auch der seit 1543 bestehende Landgasthof Scheffellinde in Achdorf, in dem der Dichter Victor von Scheffel sich häufig aufhielt. Die Nähe zum NSG Wutachschlucht und Wutachflühen sowie die Nähe zum Schluchtensteig unterstützen den Tourismus in Lausheim.

### Die Museumsbahn Wutachtal
Zwischen 1887 und 1890 baute das Großherzogtum Baden eine für Militärtransporte ausgelegte Bahnstrecke auf eigenem Gebiet (auch Kanönle-Bahn) genannt, um kriegswichtiges Material nicht über die Schweiz (Schaffhausen) transportieren zu müssen. Die Wutachtalbahn verläuft von Lauchringen nach Hintschingen, schließt dort an die Badische Schwarzwaldbahn bis Immendingen an und führt dabei auch über die Gemarkung Lausheim mit dem Bahnhof „Lausheim – Blumegg“. Bis ca. 1921 hieß die Bahnstation im Weiler bahnamtlich (Station) Im Weiler, für die Einheimischen hat das bis heute Bestand („im Wyyler“). Mit der Umbenennung wollte man die Station den Blumeggern und Lausheimern wohl etwas schmackhafter machen, denn diese Station wurde fast nur von den Grimmelshofern und von Nebenerwerbsbauern aus Blumegg benutzt, die mit dem Zug z. B. zum Lonza-Werk (heute: Gewerbepark Hochrhein) nach Waldshut fuhren. Um die 231 Höhenmeter bei geringer Steigung (1 %) zu überwinden, verläuft sie in mehreren Tunneln und Kehrschleifen. Das trug ihr im Volksmund den Namen „Sauschwänzle-Bahn“ ein. Das Besondere am Bhf. Lausheim liegt am dortigen Übergang von einer Talbahn zu einer Bergbahn-Trasse. Deshalb sind auch die bergseitigen Anfahrten von Dampfloks in diesem Bahnhof eines der Highlights des Museumsbahnbetriebs. Seit 1977 sind die Museumszüge, die jetzt Passagiere befördern und zwischen Blumberg und Weizen verkehren, eine Touristenattraktion. Die Strecke ist Historisches Wahrzeichen der Ingenieurbaukunst in Deutschland.